# 齐家镇 (长春市)
齐家镇，是中华人民共和国吉林省长春市双阳区下辖的一个乡镇级行政单位。

## 行政区划
齐家镇下辖以下地区：
齐家村、管家村、关家村、四屯村、官地村、卧龙村、永安村、范家村、长泡村、广生村、李家村、曙光村、长岭村、张家村、三姓村、长兴村、贾家村、双顶村、郭家村、下河村和官马村。